# سيرجيو سواريس
سيرجيو سواريس (Sérgio Soares da Silva) (11 يناير 1967 في ساو باولو في البرازيل – )؛ هو لاعب كرة قدم سابق كان يلعب كلاعب وسط.

## وصلات خارجية
- سيرجيو سواريس على موقع رابطة كرة القدم اليابانية للمحترفين (اليابانية)
- سيرجيو سواريس على موقع قاعدة بيانات كرة القدم.إي يو (الإنجليزية)
- سيرجيو سواريس على موقع Soccerway.com (الإنجليزية)
- سيرجيو سواريس على موقع عالم كرة القدم.نت (الإنجليزية)
- J.League Data Site (باليابانية)